# Püttlach (Pottenstein)

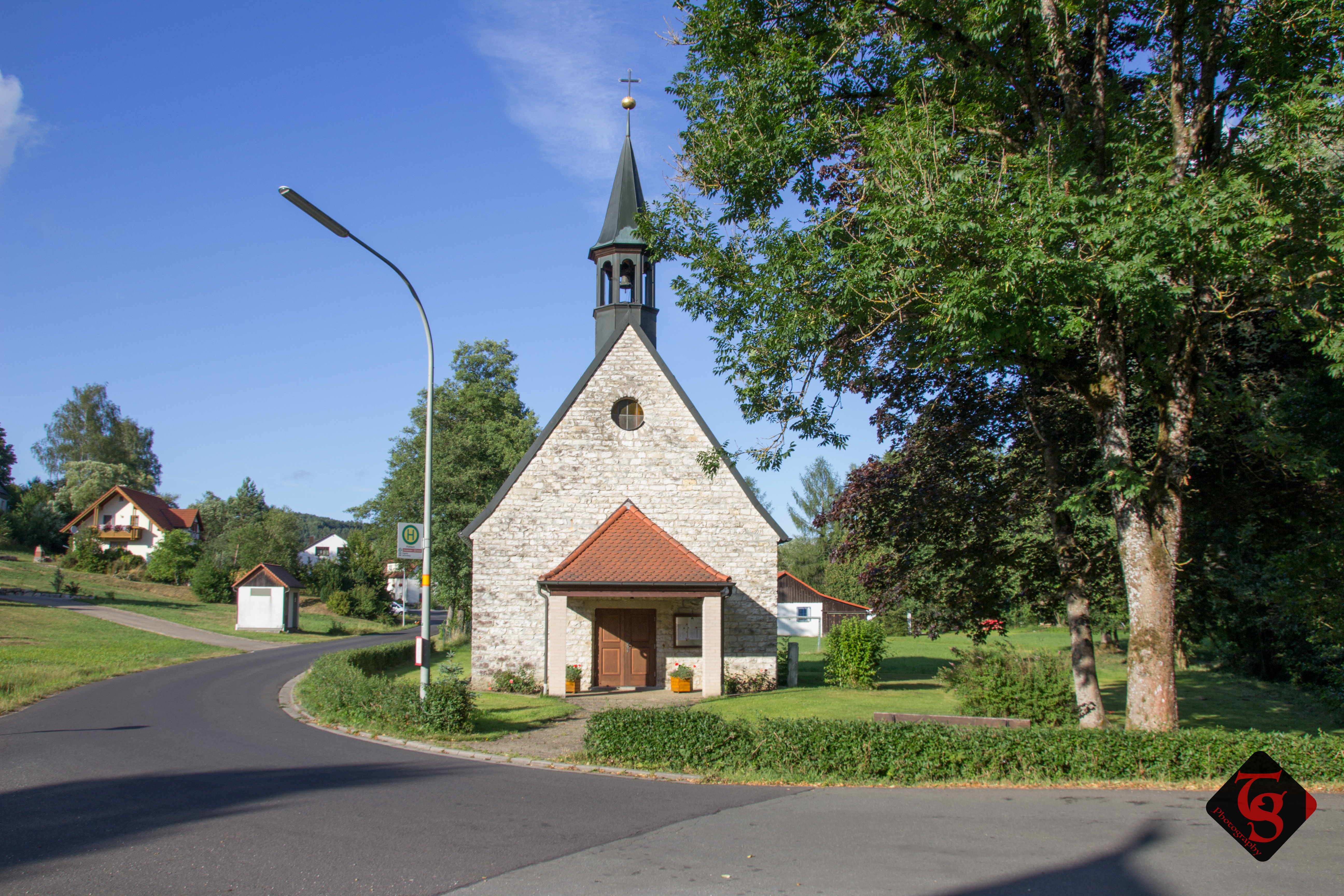
Püttlacher Kapelle 2015

Püttlach ist ein Gemeindeteil der Stadt Pottenstein im Landkreis Bayreuth (Oberfranken, Bayern). Die Gemarkung Püttlach hat eine Fläche von 6,460 km². Sie ist in 1200 Flurstücke aufgeteilt, die eine durchschnittliche Flurstücksfläche von 5383,08 m² haben. In ihr liegt neben dem namensgebenden Ort der Gemeindeteil Rupprechtshöhe.

## Geographie und Verkehrsanbindung
Das Dorf Püttlach liegt nordöstlich der Kernstadt Pottenstein. Östlich vom Ort verläuft die Bundesautobahn 9.
Durch den Ort fließt die Püttlach, ein linker Nebenfluss der Wiesent. Der Bach entspringt in der Nähe von Muthmannsreuth im Lindenhardter Forst und wird durch mehrere kleinere Zuflüsse gespeist. Die Püttlach ist zirka 28 km lang und mündet bei Tüchersfeld in die Wiesent.
Durch den Ort verläuft der Fränkische Marienweg.

## Geschichte
1184 wurde ein „Otto de Bůtelahe“ urkundlich erwähnt. Dies ist zugleich die erste schriftliche Erwähnung des Ortes. Der ursprüngliche Gewässername bedeutet murmelnder Bach. Mit dem Gemeindeedikt (frühes 19. Jahrhundert) entstand die Ruralgemeinde Püttlach. Am 1. Juli 1972 wurde Püttlach nach Pottenstein eingemeindet.

## Informationen zum Dorf
Püttlach hat eine kleine Kapelle, diese wurde am 10. August 1951 geweiht, eine Freiwillige Feuerwehr und eine Gastwirtschaft (Gasthof Persau).
Für Urlaubsgäste gibt es zahlreiche Ferienwohnungen. Seit 2019 gibt es zudem direkt neben der Wirtschaft das „Hüttendorf - Fränkische Schweiz“.
Die Kerwa (Kirchweih) findet immer am zweiten Wochenende im August statt.